# Mizoguchi (Klan)

Wappen der Mizoguchi

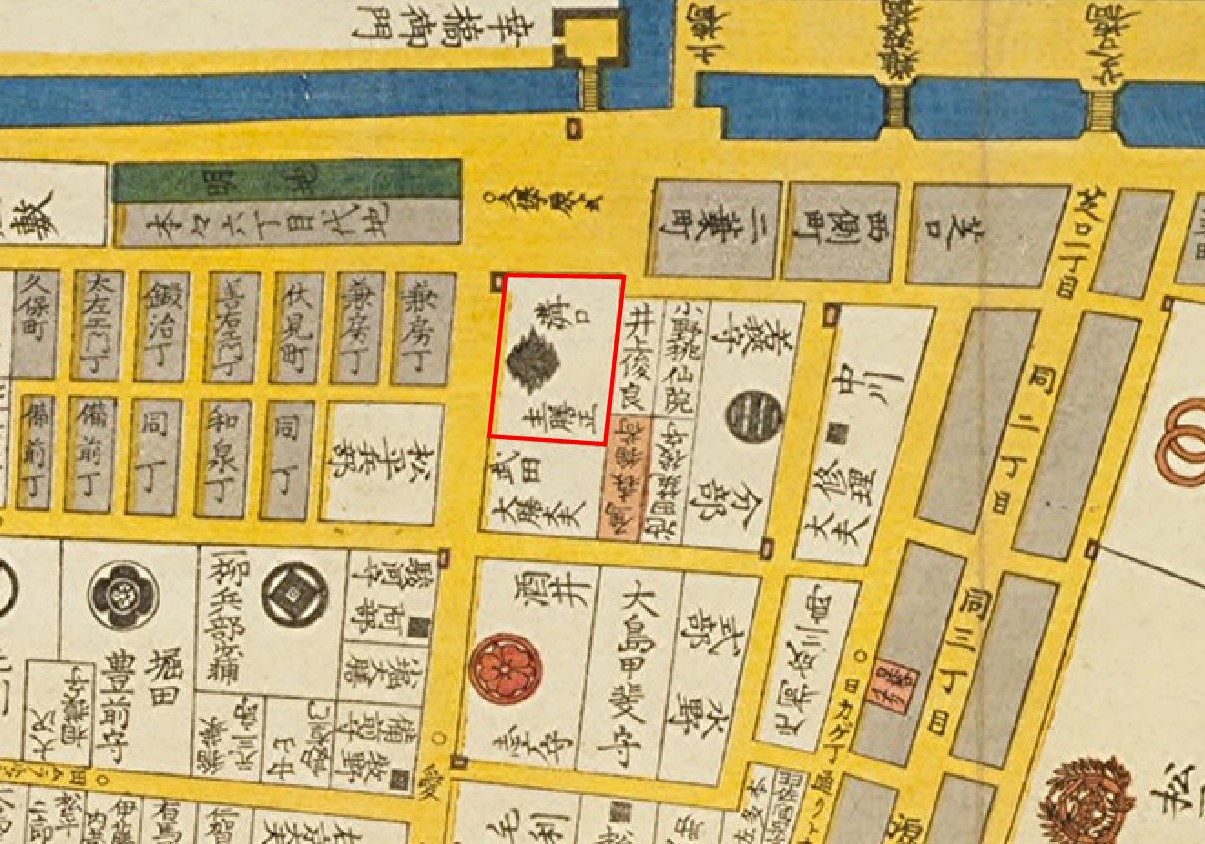
Mizoguchi-Residenz in Edo

Die Mizoguchi (japanisch 溝口氏, Mizoguchi-shi) waren eine Familie des japanischen Schwertadels (Buke) aus der Provinz Owari, die sich von Minamoto no Yoshimitsu (Seiwa-Genji) ableitete. Mit einem Einkommen von 60.000 Koku gehörten die von 1598 bis 1868 ununterbrochen in Shibata (Präfektur Niigata) residierenden Mizoguchi zu den größeren Tozama-Daimyō der Edo-Zeit.

## Genealogie
- Hidekatsu (秀勝; 1548–1610) erhielt 1598 das bis dahin von der Großbauer-Familie Shibata regierte Lehen in der Provinz Echigo als Gefolgs-Daimyō (Yoriki daimyō) des Hori Hideharu.
- Naoyasu (直養; 1736–1797) errichtete zur Förderung der Ausbildung 1772 die Lehensschule Dōgakudō (道学堂). Auf der Schule wurde die von Yamazaki Ansai (1619–1682) begründete Kimongaku-Richtung (崎門学派) der Shushigaku (朱子学) des Neokonfuzianismus gelehrt. 1775 wurde die Medizinschule Igakukan (医学館) eingerichtet.
- Naomasa (直正; 1855–1919) war letzter Daimyō, sein Ehrentitel war Shuzen no kami. Nach 1868 Graf.